# Branden Steineckert
Branden Steineckert (Pocatello, 21 aprile 1978) è un batterista statunitense.
Attualmente milita nel gruppo punk Rancid dal 2006, è stato dal 2001 al 2006 percussionista degli Used.

## Biografia
Nasce a Pocatello, nello stato dell'Idaho. Suo padre si suicidò quando Branden era undicenne, e questa tragedia segnò la vita del ragazzo: egli trovò nella strada la sua migliore amica, e nello skateboard specialmente, una valvola di sfogo e di ribellione, dai suoi problemi. A 16 anni decise di imparare a suonare la batteria, quasi esclusivamente in onore e ricordo del padre, anch'egli divenuto batterista intorno a quell'età. Fu tra i fondatori degli Used, con i quali arrivò al successo con ben due dischi di platino. Il 12 settembre 2006 fu annunciato che Branden non era più il batterista del gruppo, per un desiderio della band, a quanto pare, di "dimostrare di poter andare avanti anche senza lui". Il nuovo batterista fu Dan Whitesides. Il 3 novembre dello stesso anno fu annunciato che Branden era il nuovo batterista dei Rancid. Con essi partecipò interamente al tour 2006 del gruppo, in sostituzione del grande Brett Reed.